# Fazanerija-Stadion
Das Fazanerija-Stadion (slowenisch Mestni stadion Fazanerija; deutsch Städtisches Stadion Fazanerija) ist ein Fußballstadion in der slowenischen Kleinstadt Murska Sobota, im Nordosten des Landes. Die Anlage ist die Heimspielstätte des Fußballvereins NŠ Mura.

## Geschichte
Im Nordwesten des Stadtparks begann im Jahr 1934 auf einem zehn ha großen Gelände der Bau eines Stadions und eines Freibades. Am 28. Juni 1936 wurde die Anlage eingeweiht. Die Kosten lagen bei 109.660,52 Dinar, die hauptsächlich durch Spenden, diverse Veranstaltungen, Tombola, Tänze und wöchentliche Teepartys aufgebracht wurden. Die Banschaft Drau steuerte nur 497 Dinar bei. Anfänglich war das Spielfeld von einer 380 m langen Aschenbahn umgeben. Die heutige Sportstätte in seiner Form entstand 1983 mit der Errichtung der Haupttribüne. Sie bietet momentan etwa 600 Sitzplätze sowie eine Pressetribüne und V.I.P.-Logen. Über die Jahre wurde es einige Male umgebaut. In den Jahren 1994 und 2001 erhielten die Nord- und die Südtribüne eine Renovierung inklusive Überdachung. Der Ostrang bietet Stehplätze unter freiem Himmel. Im frisch renovierten Fazanerija-Stadion wurde 1994 das Hinspiel und 1995 das Rückspiel um den slowenischen Fußballpokal ausgetragen. Ende der 2010er Jahre wurde mit der schrittweisen Renovierung des Geländes begonnen. Wichtigste Neuerung war das Flutlicht auf vier 42 m hohen Masten. Die künstliche Beleuchtung bietet unterschiedliche Stärken zu verschiedenen Einsatzmöglichkeiten wie Training (800 Lux), vor und nach einem Spiel (300 Lux) oder zu einem Ligaspiel (1200 Lux). Für internationale Spiele ab der Gruppenphase mit HD-Fernsehübertragung sind 1800 Lux vorgeschrieben; die Möglichkeit der Aufrüstung ist dafür bereits vorgesehen. Die Räume der Haupttribüne wie alle Umkleidekabinen und sonstigen Nebenräume wurden komplett saniert, das Spielfeld näher an die Haupttribüne herangerückt. Zudem sollen die Haupt- und die Nordtribüne miteinander verbunden werden.

## Tribünen
Das Stadion fasst offiziell 5000 Zuschauer. 
- Gesamtkapazität: 3611 Sitzplätze und 770 Stehplätze ergeben rund 4400 Zuschauerplätze[1]
- Haupttribüne: 593 Sitzplätze, West (dazu gehören 24 Sitzplätze der Presseabteilung und 165 Sitzplätze in den V.I.P.-Logen)
- Gegentribüne: 500 bis zu 850 Stehplätze, Ost
- Hintertortribüne: 576 Sitzplätze und 270 Stehplätze, Nord
- Hintertortribüne: 2442 Sitzplätze, Süd

## Länderspiele
Mit Stand 31. Mai 2024 war das Fazanerija der Austragungsort für folgende Länderspiele der slowenischen Fußballnationalmannschaften:

### Männer
- 22. Okt. 1998:  Slowenien –  Tschechien 1:3 (Freundschaftsspiel)
- 20. Aug. 2003:  Slowenien –  Ungarn 2:1 (Freundschaftsspiel)

Bereits am 19. Juni 1991 fand in Murska Sobota ein Freundschaftsspiel gegen Kroatien (0:1) statt. Der slowenische Fußballverband NZS erkennt das Spiel aber nicht an, da die Begegnung vor seiner Gründung ausgetragen wurde.

### Frauen
- 04. Okt. 2019:  Slowenien –  Niederlande 2:4 (Qualifikation zur EM 2022)
- 21. Sep. 2021:  Slowenien –  Frankreich 2:3 (Qualifikation zur WM 2023)
- 31. Okt. 2023:  Slowenien –  Belarus 0:0 (UEFA Nations League 2023/24)
- 31. Mai 2024:  Slowenien –  Lettland 6:0 (Qualifikation zur EM 2025)